# Drozdivka, Kulîkivka
Drozdivka (în ucraineană Дроздівка) este o comună în raionul Kulîkivka, regiunea Cernihiv, Ucraina, formată numai din satul de reședință.

## Demografie
Componența lingvistică a comunei Drozdivka
     Ucraineană (98,39%)
     Rusă (1,53%)
     Alte limbi (0,08%)
Conform recensământului din 2001, majoritatea populației comunei Drozdivka era vorbitoare de ucraineană (98,39%), existând în minoritate și vorbitori de rusă (1,53%).